# Vrede van Parijs (1947)
De Vrede van Parijs werd op 10 februari 1947 tussen enkele van de asmogendheden, te weten Italië, Roemenië, Hongarije, Bulgarije en Finland en de geallieerden in Parijs gesloten. Met dit vredesverdrag werd een punt gezet achter de rol die deze landen als vijandelijke mogendheden tijdens de Tweede Wereldoorlog speelden.

## Belangrijke punten uit het verdrag

### Italië
- De Midden- en Noord-Adriatische eilanden, Istrië ten zuiden van de rivier de Mirna alsook het huidige West-Slovenië kwamen aan Joegoslavië.
- De Dodekanesos in de Egeïsche Zee kwamen aan Griekenland.
- De onafhankelijkheid van Albanië werd voortaan door Italië erkend.
- Italië zag af van enige vordering inzake, of recht op koloniën.
- Bevoordelende handelsverdragen met China werden geannuleerd.
- Enige - minimale - grenscorrecties met Frankrijk (afstand van Tende en La Brigue na een referendum).
- Oprichting van de Vrije Zone Triëst.
- Bevestiging van de Gruber-De Gasperi-overeenkomst uit 1946 ten aanzien van Zuid-Tirol en Oostenrijk als beschermmacht van de Duitstalige minderheid.
- Herstelbetalingen ter waarde van 360 miljoen dollar, waarvan:
  - 125 miljoen dollar aan Joegoslavië
  - 105 miljoen dollar aan Griekenland
  - 100 miljoen dollar aan de Sovjet-Unie
  - 25 miljoen dollar aan Ethiopië
  - 5 miljoen dollar aan Albanië

### Hongarije
- Zevenburgen werd weer aan Roemenië teruggegeven nadat Hongarije Noord-Transsylvanie krachtens de Tweede Scheidsrechterlijke Uitspraak van Wenen aan Roemenië had onttrokken.
- De afgenomen Hongaarse gebieden in Slowakije werden door dit land teruggenomen, dat weer met Tsjechië verenigd werd.
- Drie dorpen op de zuidoever van de Donau bij Bratislava werden aan  Tsjecho-Slowakije toegewezen.
- Oost-Slovenië werd bij Joegoslavië gevoegd.
- Karpato-Oekraïne werd aan de Sovjet-Unie afgestaan (deelstaat Oekraïne).
- Herstelbetalingen ter waarde van 300 miljoen dollar, waarvan:
  - 200 miljoen dollar aan de Sovjet-Unie
  - 50 miljoen dollar aan Joegoslavië
  - 50 miljoen dollar aan Tsjecho-Slowakije

### Roemenië
- Roemenië moest Moldavië afstaan aan de Sovjet-Unie, Moldavië werd een deelrepubliek daarvan.
- Zevenburgen kwam opnieuw geheel aan Roemenië, omdat dat land in de oorlog de kant van de geallieerden had gekozen.
- In het zuiden kwam de zuidelijke Dobroedzja aan Bulgarije.
- Herstelbetalingen ter waarde van 300 miljoen dollar aan de Sovjet-Unie.

### Bulgarije
- Macedonië werd opnieuw een onafhankelijke staat, hoewel opgenomen in Joegoslavië.
- West-Thracië werd aan Griekenland gegeven.
- Bulgarije herkreeg de zuidelijke Dobroedzja van Roemenië.
- Herstelbetalingen ter waarde van 70 miljoen dollar, waarvan:
  - 45 miljoen dollar aan Joegoslavië
  - 25 miljoen dollar aan Griekenland

### Finland
- Bevestiging van de Vrede van Moskou.
- Verdere gebiedsafstanden aan de Sovjet-Unie: Petsjenga (Petsamo) en Zuid-Karelië, inclusief Vyborg (Viipuri).
- Verpachting van de marinebasis Porkkala aan de Sovjet-Unie.
- Herstelbetalingen ter waarde van 300 miljoen dollar aan de Sovjet-Unie.